# Cantón de Vif
El cantón de Vif era una división administrativa francesa, que estaba situada en el departamento de Isère y la región de Ródano-Alpes.

## Composición
El cantón estaba formado por seis comunas:
- Claix
- Le Gua
- Le Pont-de-Claix
- Saint-Paul-de-Varces
- Varces-Allières-et-Risset
- Vif

## Supresión del cantón de Vif
En aplicación del Decreto nº 2014-180 de 18 de febrero de 2014, el cantón de Vif fue suprimido el 22 de marzo de 2015 y sus 6 comunas pasaron a formar parte; cinco del nuevo cantón de Le Pont-de-Claix y una del nuevo cantón de Fontayne-Seyssinet.